# Markus G. Dreyfus

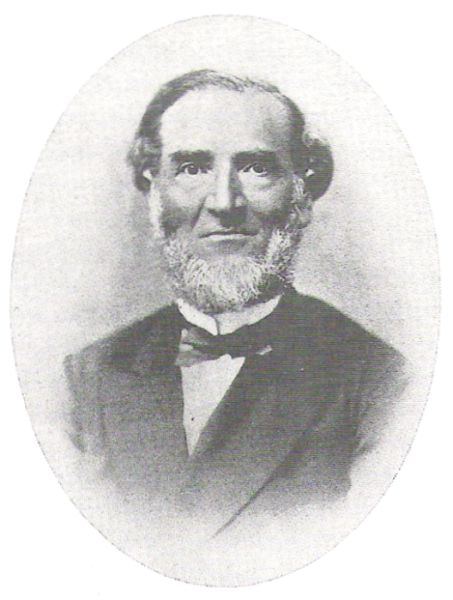
Markus G. Dreifus, Foto aus dem 19. Jahrhundert

Markus Getsch Dreyfus, auch Markus Götsch Dreifus(s), (* 18. November 1812 in Endingen AG; † 20. Mai 1877 in Zürich) war ein jüdischer Lehrer und Publizist im Kampf für die Judenemanzipation in der Schweiz.

## Leben
Markus G. Dreifus wurde am 18. November 1812 in Endingen als Sohn des wohlhabenden Getsch Marum Dreyfus geboren. Sein Grossvater mütterlicherseits war der Rabbiner Abraham Ris. Nach einer traditionell jüdischen Erziehung besuchte er mit vierzehn die Talmudhochschule in Altbreisach. Danach empfing er eine moderne pädagogischen Ausbildung am evangelischen Lehrerseminar in Karlsruhe (heute Pädagogische Hochschule Karlsruhe). Nach der Prüfung als Lehramtskandidat in Aarau übernahm er 1831 die Stelle des Hebräisch-Lehrer, an der neu gegründeten israelitischen Volksschule in Endingen. Daneben bildete er sich 1832 an der Kantonsschule Aarau weiter und war 1834 für kurze Zeit als erster Schweizer Jude an der Universität Basel eingeschrieben.
Er entschied sich jedoch schon bald ganz für die Pädagogik. Einen Sommer unterrichtete er am Fellenbergschen Institut in Hofwil und danach in Hagenthal im Elsass. Nachdem er als erster Jude zum wahlfähigen Hauptlehrer erklärt worden war, übernahm er die Stelle des Oberlehrers an der neuorganisierten israelitischen Schule von Endingen. Diese Funktion erfüllte er mit kurzen Unterbrechungen – 1843 als Religionslehrer der jüdischen Gemeinde in Genf und 1861 als Redaktor des Winterthurer Landboten – bis ins Jahr 1869. Danach nahm er einen Ruf nach Frankfurt am Main an, wo er im Auftrag des Bankiers Hahn eine jüdische Landwirtschaftsschule errichten sollte. 1872 kehrte Dreyfus wieder in die Schweiz zurück und war bis 1876 in Zürich als Religionslehrer tätig. Dort beteiligte er sich bis zu seinem Tode im Jahr 1877 am Aufbau der Israelitische Cultusgemeinde Zürich.

## Bedeutung
Markus G. Dreyfus stellte sein Leben ganz in den Dienst einer zeitgemässen Bildung der jüdischen Jugend. Daneben engagierte er sich intensiv im Kampf für die Judenemanzipation in der Schweiz. Seine Pädagogik beruhte auf den Reformschulen der deutsch-jüdischen Aufklärung. Das von ihm verfasste Erste hebräische Lesebüchlein erlebte mehrere Auflagen. Nachdem auch in der Schweiz alle Berufe für die Juden offen standen, wirkte er auf eine Berufsumschichtung hin. So gründete er 1839 den Handwerksverein Poel tow zur Unterstützung jüdischer Lehrlinge. Der Versuch, eine landwirtschaftliche Schule in Endingen zu errichten, scheiterte an fehlenden finanziellen Mitteln.
Neben seiner Tätigkeit als Lehrer war Dreyfus auch publizistisch tätig und pflegte Kontakt zu massgebliche Vertreter des liberalen Judentums wie dem Rabbiner Ludwig Philippson, bei dessen Allgemeine Zeitung des Judentums er Korrespondent war, mit dem Vordenker des Reformjudentums Abraham Geiger und dem Historiker Isaak Marcus Jost.
In den Jahren 1839 bis 1866 verfasste Dreyfus im Kampf für die bürgerlichen Gleichstellung der Juden mehrere Eingaben an den Kanton Aargau und an den Bund. 1860 veröffentlichte er die Schrift Zur Würdigung des Judenthums unter seinen Nichtbekennern, in der er in Dialogform die Grundsätze des Judentums gegen die Angriffe und Verleugnungen zur Darstellung brachte. Zwei Jahre später erfuhr die eingeleitete Judenemanzipation im Aargau mit der Ablehnung des neuen Judengesetzes jedoch einen schweren Schlag. Dreyfus reagierte darauf mit der vielbeachteten Broschüre Über die bürgerliche Gleichstellung der Israeliten im Aargau, die 1862 ohne Autorennamen gedruckt wurde. Als Kontaktmann der Alliance Israélite Universelle (Paris) veröffentlichte er auch in der französischen Presse Artikel über die Diskriminierung der Juden in der Schweiz. Neben dem Historiker Meyer Kayserling, der von 1861 bis 1870 als Rabbiner von Lengnau und Endingen wirkte, war Markus G. Dreyfus eine der bedeutendsten Persönlichkeiten im Kampf der Schweizer Juden um ihre Gleichberechtigung.

## Werke
- Ehrerbietige Vorstellung der israelitischen Gemeinden Endingen und Lengnau an den Hohen Vorort in Bern, zu Handen der Hohen Bundesrevisions-Kommission und der Hohen Tagsatzung. Basel 1848.
- Erstes hebräisches Lesebüchlein für israelitische Schulen. Digitalisat 5. Auflage 1880
- Zur Würdigung des Judenthums unter seinen Nichtbekennern. Mit einem Vorwort von Meyer Kayserling, Winterthur 1860. Digitalisat 2. Auflage 1862
- Über die bürgerliche Gleichstellung der Israeliten im Aargau, Aarau 1862. Digitalisat
- Der Zwetschgen- oder Büntelkrieg im Jahre 1802. Aus der Schweiz. Von einem Augenzeugen erzählt. In: Jüdisches Volksblatt zur Belehrung und Unterhaltung auf jüdischem Gebiete, 1/33 (1854).